# 別謝季夫卡
50°53′48″N 33°43′58″E / 50.89667°N 33.73278°E
貝塞迪夫卡（烏克蘭語：Беседівка）是位於烏克蘭東北部的村莊，由蘇梅州羅姆內區的科羅溫齊市鎮
負責管轄。該村處於胡斯季河畔，分別距離格里尼夫卡0.5公里和小布德基2.5公里，海拔高度152米，2001年人口490。